# Amphioplus tessellata
Amphioplus tessellata är en ormstjärneart som först beskrevs av Jean Baptiste François René Koehler 1904.  Amphioplus tessellata ingår i släktet Amphioplus och familjen trådormstjärnor. Inga underarter finns listade i Catalogue of Life.